# و باز هم عشق
و باز هم عشق فیلمی به کارگردانی محمد دارابی (کارگردان) و نویسندگی سعید طلابخش ساختهٔ سال ۱۳۸۲ است.

## بازیگران
- مهدی شاهین کار
- شیرین عطاالهی
- فرنوش شریفی
- حمید پازوکی
- عباس جلالی
- علیرضا قربانی
- شبنم اسدی
- شهرام خواجه لو فرد
- مهری السادات آل آقا
- بهاره امیری
- ابراهیم عبدالهی مقدم
- راحله دارا
- رضا فتحی پور
- حسین رحمان پناه